# Aménagement paysager

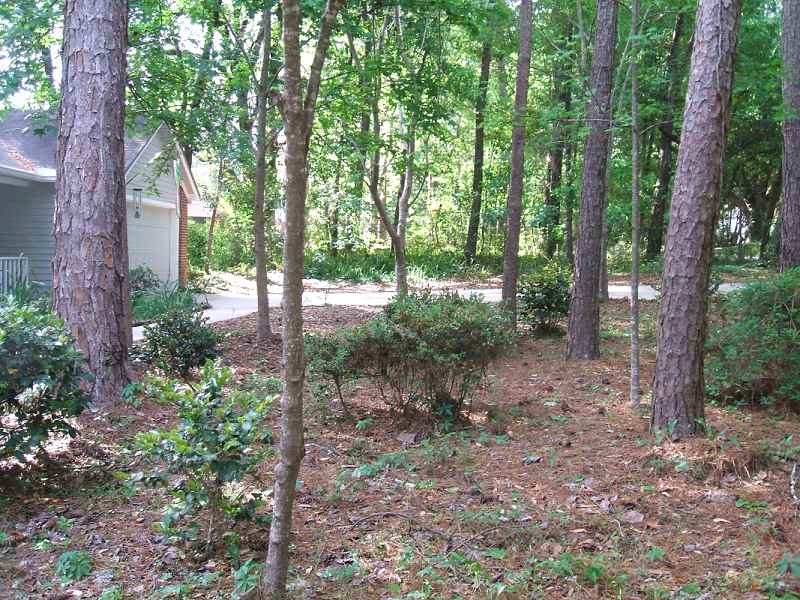
Aménagement paysager naturel au Danemark, utilisant uniquement des espèces locales.

 (avril 2021).
Si vous disposez d'ouvrages ou d'articles de référence ou si vous connaissez des sites web de qualité traitant du thème abordé ici, merci de compléter l'article en donnant les références utiles à sa vérifiabilité et en les liant à la section « Notes et références ».
L'aménagement paysager est une discipline technique, artistique et scientifique, qui consiste à la requalification sanitaire et esthétique d'un sol, en vue de lui adjoindre une plus-value répondant à des besoins sociaux. Celle-ci s'exécute autant par l'entretien des sols et des végétaux, que par leur conception et leur création, afin d'agencer les espaces verts selon les attentes des populations.
Aménagement extérieur est un synonyme de aménagement paysager.

## Description de la discipline
Cette discipline est une synthèse des domaines des sciences naturelles (botanique, pédologie, agronomie) avec les techniques de chantier. Dans le cadre des études paysagères, c'est une synthèse des disciplines de l'aménagement et de l'architecture. Elle répond à un désir social auquel répondent des acteurs publics et privés. Les domaines de l'écologie et du développement durable sont de plus en plus impliqués dans l'élaboration de projets d'aménagements paysagers.
Les aménagements paysagers traitent, des éléments vivants, tels que la flore ou la faune à travers le jardinage ; des éléments naturels tels que les reliefs, les plans d'eau, etc. ; et des éléments de mobilier urbain (éclairage, banc, fontaine, etc.).

## Échelles d'intervention
Les échelles d'interventions sont, par ordre croissant, le jardin, l'espace public, le paysage.

## Formations dans le monde francophone

### France
Les formations se répartissent en fonction du « titre » délivré.
Les formations de paysagiste-concepteur ou paysagiste DE (ex-paysagiste DPLG issu d'écoles supérieures du paysage) sont dispensées dans les établissements suivants :
- École nationale supérieure du paysage (ENSP) de Versailles et Marseille,
- École nationale supérieure d'architecture et de paysage de Bordeaux (ENSAPBX),
- École nationale supérieure d'architecture et de paysage de Lille (ENSAPL).

Les formations d'ingénieur paysagiste sont dispensées dans les établissements suivants :
- Institut supérieur des sciences agronomiques, agroalimentaires, horticoles et du paysage (ex Institut national d'horticulture et de paysage d'Angers),
- École nationale supérieure de la nature et du paysage (ENSNP) de Blois.

Les formations de concepteur/dessinateur paysagiste sont dispensées dans les établissements suivants :
- École supérieure d'architecture des jardins et des paysages (ESAJ) de Paris,
- Brevet de technicien supérieur agricole - Aménagements paysagers.

Les formations de jardinier sont dispensées dans les établissements suivants :
- Brevet de technicien supérieur agricole - Aménagements paysagers,
- Baccalauréat professionnel - Aménagements paysagers,
- Certificat d'aptitude professionnelle agricole - Travaux paysagers,
- Brevet Professionnel Agricole Travaux d'aménagements paysagers - spécialité Travaux de création et d'entretien,
- Certificat de Qualification Professionnelle (CQP) maçonnerie paysagère.

Il existe d'autres établissements formant à l'aménagement paysager :
- Institut des techniques de l'ingénieur en aménagement du paysage et de l'espace à Lille et Antibes,
- Licence professionnelle en aménagement du paysage à Marseille, Angers, Lyon,
- École d'horticulture à Romans-sur-Isère (Drôme, 26),
- École d'horticulture et de paysage à Roville-aux-Chênes (Vosges, 88),
- Centre de formation à Courcelles-Chaussy (Moselle, 57),
- École d'horticulture de Saint-Ilan à Langueux (Côtes-d'Armor, 22),
- Institut agricole privé de Genech (Nord, 59),
- École du Paysage et de l'Horticulture à Saint Gabriel Brécy (Calvados, 14),
- La Lande de la rencontre à Saint-Aubin-du-Cormier (Bretagne, 35).

### Belgique
- Institut Arthur Haulot à Bruxelles.
- Institut supérieur industriel de Gembloux à Gembloux.
- Gembloux Agro-Bio Tech à Gembloux.

### Suisse
- Haute École du paysage, d'ingénierie et d'architecture de Genève.
- École d'ingénieurs de Lullier à Genève.
- Institut d'architecture de l'université de Genève à Genève.

### Canada
- École d'architecture et de paysage à Montréal.